# Sierra Madre de Chiapas
La Sierra Madre de Chiapas (chiamata anche Cordigliera Centrale, e conosciuta semplicemente come Sierra Madre in Guatemala) è una catena montuosa dell'America centrale che attraversa il sud-ovest del Messico, Guatemala, El Salvador e parte dell'Honduras.

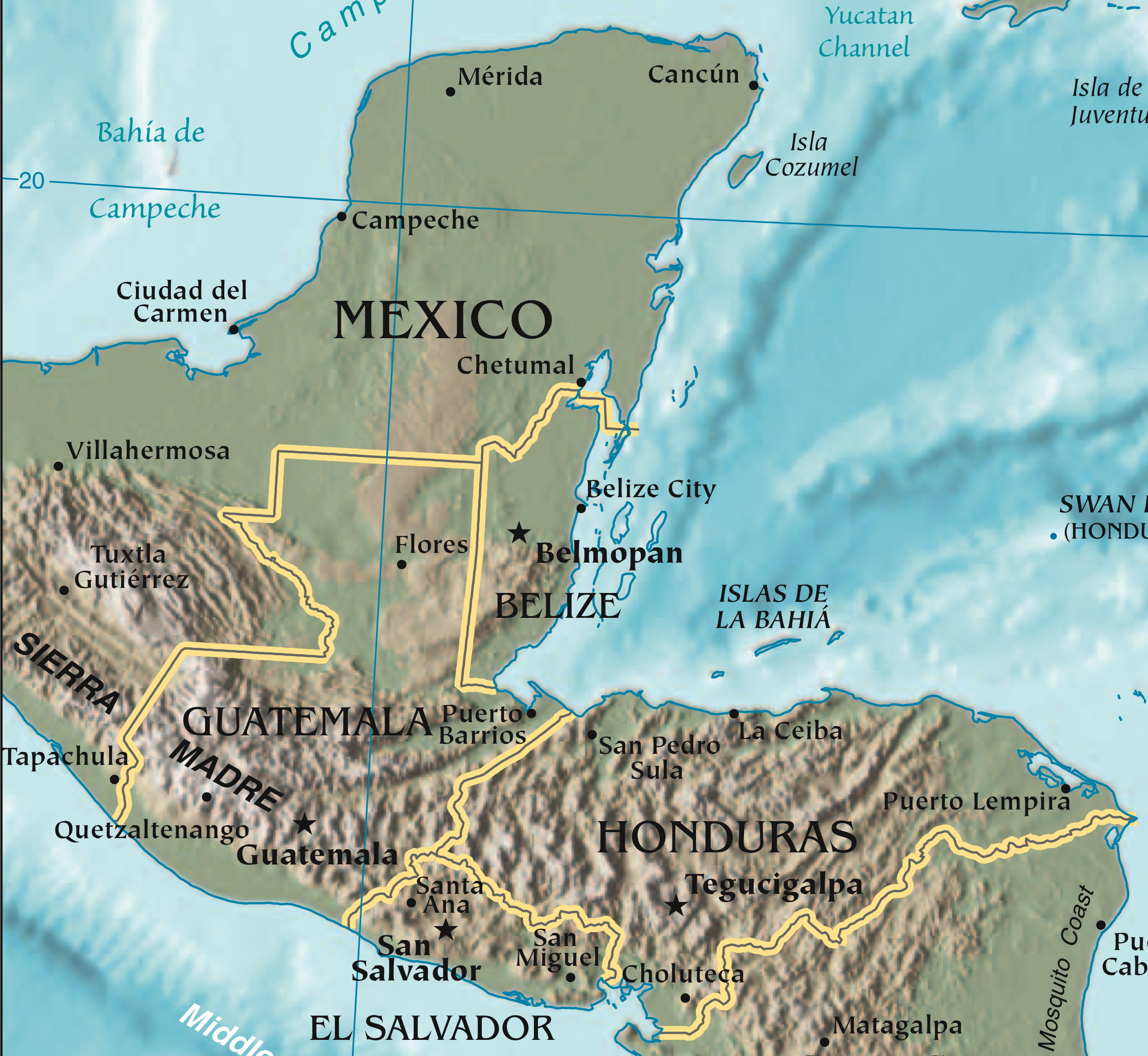

È una delle catene più estese dell'America centrale e costituisce un ampio sistema montuoso che corre da nord-ovest a sud-est lungo la costa dell'oceano Pacifico per oltre 600 km. La maggior parte dei vulcani del Guatemala sono parte della Sierra Madre e nel suo punto più alto raggiungono circa i 4.000 metri sul livello del mare.
Tra le principali cime della catena vi sono il vulcano Tacaná (4.092 metri) e Tajumulco (4220 metri).